# Gryziel stepowy
Gryziel stepowy (Atypus muralis) – gatunek pająka z rodziny gryzielowatych (Atypidae). Jeden z trzech gatunków gryzielowatych występujących w Europie.

## Budowa
Gryziel stepowy osiąga nieco mniejsze rozmiary od pozostałych europejskich przedstawicieli rodzaju Atypus – samce mierzą 9–10 mm długości, podczas gdy samice – 12–20 mm. Odróżnia go od nich również budowa kądziołków przędnych, które są czterosegmentowe.

## Biologia i ekologia
Występuje głównie na nasłonecznionych, skąpo porośniętych, stromych zboczach. Jest gatunkiem ciepłolubnym, zasiedlającym otwarte zbiorowiska kserotermiczne, zwłaszcza stepowe.
Gryziele stepowe żyją w koloniach liczących od kilkudziesięciu do wielu milionów pająków. Żyją w pojedynczych norach o długości 10–80 cm, z częścią łowną o długości 8–25 cm i średnicy około 1 cm.
Pająk ten żywi się owadami i innymi niewielkimi bezkręgowcami, takimi jak dwuparce i pareczniki, rzadziej ślimaki. Poluje, wchodząc do części łownej podziemnych norek, wyłożonych oprzędem, i tam czatuje na ofiary. Gdy jedna z nich nastąpi na oprzęd, pająk chwyta ją i wciąga do nory, a następnie łata dziurę.

## Rozmieszczenie geograficzne
Gatunek ten występuje w środkowej i południowo-wschodniej Europie oraz w Azji. Przez Polskę, Niemcy i Ukrainę przebiega północna granica jego zasięgu, co wiąże się z zasiedlaniem terenów stepowych. W Polsce najczęściej spotykany na południowym wschodzie, choć znane są izolowane populacje w Polsce północnej.

## Ochrona
Gryziel stepowy, podobnie jak wszyscy przedstawiciele gryzielowatych w Polsce, podlega ochronie prawnej, jest też wpisany do Polskiej Czerwonej Księgi Zwierząt z kategorią EN (zagrożony wyginięciem). Głównym zagrożeniem jest niszczenie siedlisk, zwłaszcza pozyskiwanie ich pod uprawę.